# Discoxenus
Discoxenus  (лат.) — род термитофильных коротконадкрылых жуков из подсемейства Aleocharinae. Около 20 видов. Южная и юго-восточная Азия: Индия, Камбоджа, Малайзия, Мьянма, Таиланд.

## Описание
Мелкие жуки, как правило, желтовато-коричневого цвета (усики и надкрылья темнее), длина 1—2 мм.  Усики 11-члениковые, веретеновидные; 2-й членик маленький, петиоли полностью покрывают III-Х сегменты усиков. Тело имеет каплевидную форму, брюшко сужается  в заднем направлении. Голова покрыта переднегрудкой. Лапки передней и средней пар ног состоят из 4 члеников, а задние лапки состоят из 5 члеников (формула лапок 4-4-5).

## Биология
Облигатные термитофилы, живущие внутри термитников гриборазводящих термитов из семейства Termitidae (Macrotermitinae: Odontotermes и Hypotermes).

## Систематика
Около 20 видов. Род Discoxenus вместе с четырьмя другими родами (Compactopedia — Emersonilla — Hirsitilla — Kistnerella) включают в подтрибу Compactopediina Kistner, 1970 из трибы Aleocharini и относят к подсемейству Aleocharinae. Род был впервые выделен в 1904 году австрийским энтомологом Эрихом Васманом, а его валидный статус подтверждён в 2015 году в ходе родовой ревизии японскими колеоптерологами Т. Канао (Entomological Laboratory,  Университет Кюсю, Фукуока) и М. Мураямой ( Киотский университет, Киото, Япония).
- Discoxenus assmuthi Wasmann, 1904[2] typus
- Discoxenus cambodiensis Kanao & Maruyama, 2015 — Камбоджа[1]
- Discoxenus hirsutus Kanao & Maruyama, 2015 — Камбоджа
- Discoxenus indicus Kistner, 1982[3]
- Discoxenus latiabdominalis Kanao & Maruyama, 2015 — Камбоджа
- Discoxenus lepisma Wasmann, 1904[2]
- Discoxenus lucidus Kanao & Maruyama, 2015 — Камбоджа
- Discoxenus kakizoei Kanao & Maruyama, 2015 — Камбоджа
- Discoxenus katayamai Kanao & Maruyama, 2010 — Камбоджа, Таиланд[4]
- Discoxenus kohkongensis Kanao & Maruyama, 2015 — Камбоджа
- Discoxenus malaysiensis Kistner, 1982 — Малайзия[3]
- Discoxenus minutus Kanao & Maruyama, 2015 — Камбоджа
- Discoxenus phourini Kanao & Maruyama, 2015 — Камбоджа
- Другие виды